# Apotemnofilia
Apotemnofilia, body integrity identity disorder − postać masochizmu, polegająca na obsesyjnej chęci amputacji własnej kończyny. Zaburzeniem związanym z apotemnofilią jest akrotomofilia będąca preferencją erotyczną skierowaną na osoby z amputowaną kończyną.
Niektórzy apotemnofile szukają pomocy chirurgów w celu amputacji kończyny lub celowo zadają sobie takie obrażenia, które wymagałyby amputacji w trybie pilnym.
Podłoże tego schorzenia jest różne. Jedni chorzy przez amputację chcą "odzyskać prawdziwą tożsamość", inni twierdzą, że amputacja pozwoli im na nowo odkryć przyjemności płynące z seksu. Wiele osób uważa również, iż ich kończyna "czuje się inna". Podczas badań u niektórych apotemnofilów zauważono, że mózg nieprawidłowo rozpoznaje kończynę, przez co chory ma wrażenie, że jest ona "dodatkowa". Często również chorzy chcą stać się kalekami z powodu chęci zauważenia, wynikającej z kompleksu niższości.